# Гарлоу Кертіс
Гарлоу Герберт Кертіс (англ. Harlow Herbert Curtice; 15 серпня 1893, Флінт, Мічиган — 3 листопада 1962, Флінт, Мічиган) американський топ-менеджер, керівник автомобільної промисловості. З 1953 по 1958 очолював концерн General Motors (GM). Як керівник GM Кертіс був обраний Людиною року в 1955 році за версією журналу Time.
Кертіс почав працювати в General Motors у віці 20 років і виріс від рядового працівника підрозділу з виробництва свічок запалювання до його керівника у віці 36 років. Зумів зробити цей підрозділ прибутковим у період Великої депресії. У 1930-х роках, будучи призначеним на посаду голови підрозділу Buick, він розширив лінійку моделей та зробив її прибутковою.
У 1948 році Кертіс став виконавчим віце-президентом GM. У 1953 році він обійняв посаду президента компанії і зумів за один рік досягти рекордного прибутку у 1 мільярд доларів.
1958 року Кертіс пішов у відставку відразу після настання 65-річчя. Наступного року стався нещасний випадок: він випадково застрелив друга під час полювання на качку. Кертіс помер 1962 року у віці 69 років.